# Жукова, Валентина Николаевна
Валентина Николаевна Жукова (26 июля 1992) — российская футболистка, нападающая. Выступала за сборную России.

## Биография
Воспитанница футбольного клуба «Кузбасс» (Кемерово), первый тренер — Корнюшина Наталья Сергеевна.
С 2011 года в течение семи сезонов выступала за красноярский «Енисей». Победительница (2014), неоднократный серебряный (2012, 2013, 2015, 2016) и бронзовый (2011) призёр первого дивизиона России. Была лидером нападения своего клуба и за шесть сезонов в первой лиге забила более 100 голов. Становилась лучшим снайпером «Енисея» в сезонах 2011 (26 голов), 2013 (16 голов), 2015 (не менее 13 голов), 2016 (39 голов). Лучший бомбардир финального турнира первой лиги 2011 года (7 голов) и 2016 года (9 голов). В 2017 году вместе с красноярским клубом вышла в высшую лигу, где дебютировала 18 апреля 2017 года в матче против «Россиянки», в этой же игре забила свой первый гол в высшей лиге. Всего в сезоне 2017 года отыграла без замен все 14 матчей в чемпионате и стала автором 4 из 5 голов своего клуба. По окончании сезона покинула клуб.
С 2018 года снова выступала за «Кузбасс», игравший в первом дивизионе России. В 2021 году вернулась в «Енисей», стала лучшим снайпером клуба в 2021 году (10 голов). Сезоне 2023 года провела в клубе «Звезда-2005», после чего перешла в «Рязань-ВДВ», но за сезон 2024 года сыграла всего один матч за клуб.
Весной 2018 года была вызвана в состав национальной сборной России для участия в турнире «Кубок Алгарве», где сыграла два неполных матча. Дебютный матч провела 28 февраля 2018 года против Южной Кореи, заменив на 70-й минуте Елену Данилову.

## Командная статистика
| Выступление        | Выступление      | Выступление      | Лига | Лига | Кубок | Кубок | Итого | Итого |
| Клуб               | Лига             | Сезон            | Игры | Голы | Игры  | Голы  | Игры  | Голы  |
| ------------------ | ---------------- | ---------------- | ---- | ---- | ----- | ----- | ----- | ----- |
| Енисей (Сибирячка) | первая           | 2010             | 6    | 2    | —     | —     | 6     | 2     |
| Енисей (Сибирячка) | первая           | 2011             | 19   | 26   | —     | —     | 19    | 26    |
| Енисей (Сибирячка) | первая           | 2012             | 19   | 10   | —     | —     | 19    | 10    |
| Енисей (Сибирячка) | первая           | 2013             | 19   | 16   | —     | —     | 19    | 16    |
| Енисей (Сибирячка) | первая           | 2014             | —    | —    | —     | —     | 0     | 0     |
| Енисей (Сибирячка) | первая           | 2015             | 19   | 14   | —     | —     | 19    | 14    |
| Енисей (Сибирячка) | первая           | 2016             | 23   | 39   | 3     | 3     | 26    | 42    |
| Енисей (Сибирячка) | высшая           | 2017             | 14   | 4    | 1     | 0     | 15    | 4     |
| Енисей (Сибирячка) | Итого            | Итого            | 119  | 111  | 4     | 3     | 123   | 114   |
| Кузбасс            | первая           | 2018             | 1    | 0    | —     | —     | 1     | 0     |
| Кузбасс            | первая           | 2019             | 19   | 9    | 3     | 2     | 22    | 11    |
| Кузбасс            | Итого            | Итого            | 20   | 9    | 3     | 2     | 23    | 11    |
| Енисей             | высшая           | 2021             | 25   | 10   | 1     | 0     | 26    | 10    |
| Енисей             | высшая           | 2022             | 20   | 5    | 2     | 3     | 22    | 8     |
| Енисей             | Итого            | Итого            | 45   | 15   | 3     | 3     | 48    | 18    |
| Звезда-2005        | высшая           | 2023             | 18   | 0    | 2     | 1     | 20    | 1     |
| Звезда-2005        | Итого            | Итого            | 18   | 0    | 2     | 1     | 20    | 1     |
| Рязань-ВДВ         | высшая           | 2024             | 1    | 0    | —     | —     | 1     | 0     |
| Рязань-ВДВ         | Итого            | Итого            | 1    | 0    | —     | —     | 1     | 0     |
| Всего за карьеру   | Всего за карьеру | Всего за карьеру | 203  | 135  | 12    | 9     | 215   | 144   |